# Henk Stieger
Hendrik Joseph Maria (Henk) Stieger (Goes, 6 april 1922 – Boxtel, 10 februari 2011) was een Nederlands politicus van de KVP en later het CDA.
Zijn vader, mr. J.H.M. Stieger (1874-1946), was wethouder in Goes en van 1928 tot 1945 lid van de Gedeputeerde Staten van de provincie Zeeland. Hij deed in 1941 eindexamen Gymnasium aan het St. Norbertuslyceum in Roosendaal en ging daarna studeren aan de Katholieke Universiteit Nijmegen. Na een door de oorlog onderbroken studie, is Stieger daar eind 1950 afgestudeerd in de rechten en vervolgens keerde hij terug naar Zeeland waar hij in februari 1951 ging werken als ambtenaar ter provinciale griffie. In maart 1952 werd Stieger benoemd tot burgemeester van Hoedekenskerke en in de zomer van 1960 volgde zijn benoeming tot burgemeester van Drunen wat hij tot zijn pensionering in 1987 zou blijven. Hij is ook nog enige tijd waarnemend burgemeester van Vlijmen, Udenhout en Heusden geweest. Begin 2008 werd in Drunen een straat naar hem vernoemd en drie jaar later overleed hij op 88-jarige leeftijd. Stieger was Commandeur in de Orde van Sint-Gregorius de Grote en Ridder in de Orde van Oranje-Nassau.